# Stenløse
|  | Stenløse er også en bebyggelse i Stenløse Sogn i Odense Kommune, se Stenløse (Odense). |
Stenløse er en bydel i byområdet Ølstykke-Stenløse i Nordsjælland. Stenløse var tidligere en by med 5.770 indbyggere (2009), men pr. 1. januar 2010 betragtes Stenløse som sammenvokset med Gammel Ølstykke til et samlet byområde med 23.344 indbyggere  (2024). Stenløse tilhører Egedal Kommune og ligger i Region Hovedstaden.
Stenløse var indtil 2007 hovedby i Stenløse Kommune.
I centrum af Stenløse finder man Egedalcentret som er fra 1967. Nær centeret ligger Stenløse Rådhus som også bruges til koncerter og underholdning. Stenløse Station er beliggende i udkanten af centrum.
Stenløse har tre skoler. Egedal Gymnasium & HF, Lærkeskolen og Stenløse Privatskole.
Stenløse Boldklub holder til og træner på Stenløse Stadion.

## Historie
Stenløse omtales første gang 15. juli 1260 som Stenløsæ macla (Stenløsemagle, det vil sige Store Stenløse modsat Stenløselille = Stenlille). Landsbyen omtales også i Roskildebispens Jordebog ca. 1370.
Stenløse landsby bestod i 1682 af 18 gårde, 1 hus med jord og 18 huse uden jord. Det samlede dyrkede areal udgjorde 1.060,0 tønder land skyldsat til 234,83 tønder hartkorn. Dyrkningsformen var trevangsbrug.
Da jernbanen til Frederikssund blev anlagt i 1879, blev der også oprettet en station ved Stenløse, og en stationsby udviklede sig. Ved århundredeskiftet beskrives byen således: "Stenløse (tæt ved Landevejen mellem Kjøbenhavn og Frederikssund) med Kirke, Præstegd., Skole, Stenløse Enkesæde (for en Præste- og en Skolelærerenke af Sjæll. Stift, oprettet af Skolelærer Melchior i Stenløse 1801), Mølle, Andelsmejeri (Bastbro) og Jærnbaneholdeplads".
Indbyggertallet i Stenløse stationsby var 304 i 1916
I mellemkrigstiden fortsatte stationsbyen sin udvikling: 314 indbyggere i 1921, 277 i 1925, 359 i 1930, 446 i 1935 og 500 indbyggere i 1940 I 1930 var fordelingen efter næringsveje: 48 levede af landbrug, 122 af håndværk og industri, 40 af handel, 40 af transport, 17 af immateriel virksomhed, 25 af husgerning, 64 var ude af erhverv og 3 havde ikke opgivet indkomstkilde.
Efter 2. verdenskrig fortsatte stationsbyen sin udvikling: 570 indbyggere i 1945, 510 i 1950, 672 i 1955, 959 i 1960 og 1.893 indbyggere i 1965. I 1960 var fordelingen efter næringsveje: 53 levede af landbrug, 443 af håndværk og industri, 125 af handel, 67 af transport, 105 af administration og liberale erhverv, 29 af andre erhverv, 126 af formue eller understøttelse mens 11 ikke havde opgivet indkomstgrundlag.

## Bygninger
- Stenløse Bibliotek, åbnede i 1967.
- Stenløse Center, åbnede i 1967.
- Stenløse Bio, indviet i 1959, lukket i 2011, brændt i 2016.
- Stenløse Kirke, ca. 1150.